# Marie Louis van Holthe tot Echten
Marie Louis van Holthe tot Echten (Assen, 20 maart 1896 – Lenk im Simmental, 24 januari 1970) was een Nederlandse burgemeester.

## Leven en werk
Jhr. dr. Van Holthe tot Echten was een zoon van het Eerste Kamerlid Hendrik Gerard van Holthe tot Echten en Constantia Johanna Anna Christina barones van der Feltz. Hij studeerde af in de rechten en promoveerde in 1920 aan de Universiteit Utrecht en promoveerde daarna tot doctor in de staatswetenschap. Vervolgens werkte hij als volontair bij de gemeentesecretarie van Loenen. In 1923 werd hij benoemd tot burgemeester van Rhenen. In augustus 1934 volgde zijn benoeming tot burgemeester van Zeist. Tot zijn benoeming als burgemeester van Zeist fungeerde hij ook als kantonrechter-plaatsvervanger te Wageningen. In 1939 verzocht hij om gezondheidsredenen ontslag als burgemeester van Zeist. Ter gelegenheid van dit ontslag werd hij benoemd tot Officier in de Orde van Oranje-Nassau. Na een onderbreking van 1939 tot 1946 zette hij vanaf 1946 zijn burgemeestersloopbaan voort bij de gemeenten Breukelen-Sint Pieters en Breukelen-Nijenrode die in 1949 fuseerden tot de gemeente Breukelen. Deze functie vervulde hij tot 1952. Van 1953 tot 1970 was hij dijkgraaf van het hoogheemraadschap Amstelland. Van 1954 tot 1959 was hij voorzitter van het curatorium van de Universiteit Utrecht. Tijdens de Tweede Wereldoorlog was hij onder meer voorzitter van de Grebbecommissie, belast met de herstelwerkzaamheden van het door oorlogshandelingen getroffen gebied in het midden van Nederland. Onder de dekmantel van deze commissie werden diverse verzetshandelingen gepleegd.
Van Holthe tot Echten was daarnaast onder meer voorzitter van de commissie voor het Nationale Monument, die het Monument op de Dam in 1956 in Amsterdam realiseerde. Ook vervulde hij binnen de Nederlandse Hervormde Kerk bestuurlijke functies. Hij overleed in januari 1970 op 73-jarige leeftijd in het Zwitserse Lenk. Naast Officier in de Orde van Oranje Nassau was hij ook Ridder in de Orde van de Nederlandse Leeuw.
Van Holthe tot Echten trouwde op 19 mei 1921 te Loenen met Agatha Johanna Elizabeth van Notten. Hun zoon Henric Gerrit was burgemeester van Dodewaard, Zelhem en Renkum. Zijn broer Rudolph Otto was burgemeester van Vledder.

## Beeldende kunst
Een buste van Van Holthe tot Echten werd, bij zijn afscheid in 1959 als president-curator van de Universiteit Utrecht, gemaakt door de beeldhouwer Pieter Hermanus d' Hont. Het beeld bevindt zich in de openbare collectie van de Universiteit Utrecht.
- International Standard Name Identifier: 0000 0004 4390 3816
- Nederlandse Thesaurus van Auteursnamen: 383639352
- Virtual International Authority File: 311831406
- WorldCat: E39PBJw4HmMj3FV4XpwWBq8jYP